# Alness
Alness (Schots-Gaelisch: Anas) is een town in de Schotse council Highland in de lieutenancy area Ross and Cromarty ten westen van Invergordon.
Alness wordt bediend door een spoorwegstation op de Far North Line sinds 1874.

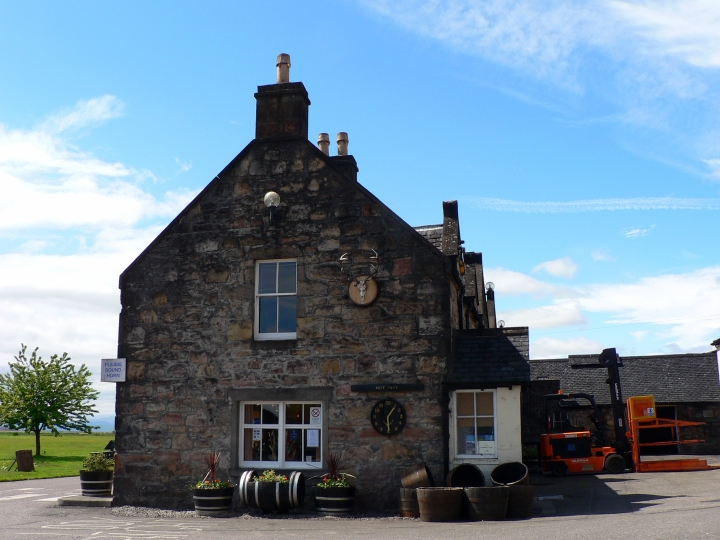
Dalmore Distillery
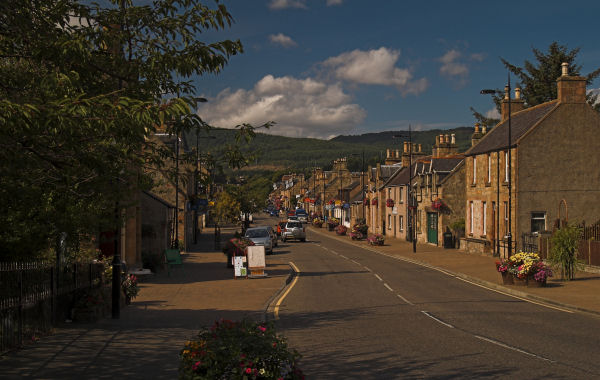
High Street